# Melchsee-Frutt
Melchsee-Frutt − miejscowość w gminie Kerns, w środkowej Szwajcarii, w kantonie Obwalden. Leży nad jeziorem Melchsee. Popularny ośrodek sportów zarówno letnich jak i zimowych.